# Alphons Franssen Herderschee
Pour les articles homonymes, voir Franssen.
Alphons Franssen Herderschee, né à Banjarmasin le 4 septembre 1872 et mort le 15 août 1932 à Nice, est un officier et explorateur néerlandais. 
Officier de l'Armée royale des Indes orientales néerlandaises (KNIL), il a dirigé plusieurs expéditions scientifiques au Suriname et en Nouvelle-Guinée néerlandaise au début du XXe siècle.

## Biographie
Franssen Herderschee rejoint la KNIL en 1892 et se distingue immédiatement dans les batailles résultant de l'expansion coloniale des Pays-Bas dans les Indes néerlandaises. Dès 1895, alors qu'il est encore sous-lieutenant, il reçoit l'Ordre militaire de Guillaume pour bravoure (décret royal du 9 avril 1895 numéro 32, pour ses actions lors de l'expédition de Lombok). Il devient ensuite officier du service topographique de l'armée et est actif au Suriname. Il est de nouveau décoré pour sa direction de l'expédition Gonini en 1903 et de l'expédition Tapanahony en 1904.
Envoyé en Nouvelle-Guinée néerlandaise, il y est membre des détachements d'expédition militaire qui explorent des parties de l'île encore largement inconnue entre 1907 et 1915. Il est à nouveau le chef de deux expéditions : l'une qui tente sans succès d'atteindre les montagnes centrales de la Nouvelle-Guinée via le Mamberamo, un grand fleuve qui prend sa source à l'intérieur des terres et coule sur la côte nord, et en 1912, celle dite de la Troisième expédition en Nouvelle-Guinée (1912-1913) qui s'est frayé un chemin de la côte sud vers l'intérieur et a atteint son objectif.
De ses voyages, il ne laisse que trois petits articles dont un concernant le sommet enneigé du pic Wilhelmina. L'expédition de 1912-1913 n'a pas été décrite par lui, mais par August Adriaan Pulle, le biologiste qui participa au voyage, dans son livre Naar het sneeuwgebergte van Nieuw-Guinea (Vers les montagnes enneigées de Nouvelle-Guinée) publié à Amsterdam en 1914. 
Il quitte l'armée en 1920 comme lieutenant-colonel et meurt en France à l'âge de 59 ans. 
Le Franssen Herderscheepiek (nl) dans les Eilerts de Haangebergte (nl) porte son nom.

## Publications
- Verslag van de Gonini-Expeditie, in: Tijdschrift van het Koninklijk Aardrijkskundig Genootschap, E.J. Brill, Leiden, 1905.
- Verslag van de Tapanahony-Expeditie, in: Tijdschrift van het Koninklijk Aardrijkskundig Genootschap, E.J. Brill, Leiden, 1905.
- De Wilhelmina-sneeuwtop in Nieuw-Guinea, in: Tijdschrift van het Koninklijk Aardrijkskundig Genootschap, vol. XXX, 1913.